# 家变 (2005年电视剧)
《家變》是中國大陸拍攝的一部電視連續劇。一共20集，由南京紫金山影视有限公司（原南京朝代影视有限公司）、江苏省广播电视总台、扬州市广播电视局等2003年出品、摄制、承製及总发行，导演吴柰、祝君，由杜雨露、宋春丽、郭涛、李小冉、徐洪浩主演。于2005年2月19日至2005年7月2日，在香港无线电视购下了香港播映的播放权。